# Nobody Sleeps in the Woods Tonight
Nobody Sleeps in the Woods Tonight ist ein polnischer Horrorfilm von Bartosz M. Kowalski aus dem Jahr 2020. Er ist dem Genre Backwoods-Film zuzuordnen und enthält Elemente des Splatterfilms. Der Film wurde am 20. März 2020 auf Netflix Polen veröffentlicht. Synchronfassungen erschienen weltweit am 28. Oktober 2020.

## Handlung
In den Wäldern Polens wird ein Briefträger in den Keller eines Waldhauses gezerrt, nachdem er vorher ein Geräusch gehört hatte.
Dreißig Jahre später betritt eine Horde Jugendlicher eine Art Bootcamp für Telefon- und Internetsüchtige. Die gemischte Gruppe soll sich mit einer Survival-Führerin durch die dichten Wälder Polens schlagen. Iza ist die Führerin der Gruppe, der Zosia angehört, die ihre Eltern bei einem Autounfall verloren hat. Der Gruppe gehören außerdem Nerd Julek, die sexsüchtige Aniela, Instagram-Fan Daniel sowie der bekennend homosexuelle Bartek an. Nach der ersten Wegstrecke kommt es zum Streit zwischen Daniel und Bartek. Außerdem findet die Gruppe einen toten Elch, der anscheinend von einem wilden Tier angegriffen wurde. Entnervt campiert die Gruppe in den Wäldern.
Aniela und Daniel schlafen heimlich miteinander. Als Daniel anschließend sein Handy herausnimmt, um auf Instagram zu posten, erscheint ein monströser Mann und tötet ihn. Am nächsten Morgen kann die Gruppe Daniel nicht finden, aber die Spuren eines Kampfes. Entgegen dem Rat von Horrorfilm-Fan Julek trennt sich die Gruppe. Während Aniela und Bartek auf die mögliche Rückkehr von Daniel warten, versuchen Iza, Julek und Zosia Hilfe zu holen. 
Die Gruppe um Iza findet das Haus, in dem der Postmann verschwand. Im Keller des Hauses finden sie Daniels Leiche in einem Leichensack und bemerken auch, dass er ein Handy dabei hat. Als der Killer zurückkommt, fliehen sie panisch. Iza versucht jedoch noch das Handy zu erreichen und wird von dem Monstrum getötet.
In der Zwischenzeit unterhalten sich Aniela und Bartek, als plötzlich das Monstrum erscheint und Aniela tötet. Bartek rennt weg und wird von einem Priester aufgegriffen, der ihn zu seiner Kirche bringt. Dort gibt er sich zunächst verständnisvoll, schlägt ihn dann aber nieder. Er will ihn von seiner Homosexualität bekehren. Doch dazu kommt es nicht, denn das Monster erscheint und tötet ihn. Bartek versteckt sich in der Kirche.
Zosia und Julek kommen zu einem weiteren Haus, in dem ein verschrobener alter Mann wohnt. Er hat kein Telefon, erklärt sich aber bereit, die beiden Jugendlichen aufzunehmen. Er erklärt ihnen die Hintergründe: Es handelt sich um zwei Monster. Die Zwillinge wuchsen in ärmlichen Verhältnissen bei ihrer Mutter auf. Als sie beim Spielen im Wald einen Meteor fanden, brachten sie diesen mit nach Hause. In der Nacht verwandelte sie der Meteor in die pickligen Monster, die sie heute sind. Als die Mutter sie am nächsten Morgen fand, als sie den Hund verspeisten, sperrte sie ihre Söhne in den Keller. Sie wurde wahnsinnig. Als sie starb, gelang den Söhnen die Flucht aus dem Keller.
Zosia und Julek beschließen, die Warnungen des alten Mannes in den Wind zu schlagen, und wollen sich des Handys bemächtigen. Während Julek das Monster ablenken soll, versucht Zosia an das Handy zu kommen. Der Plan geht jedoch schief und Zosia muss sich einem der Monster stellen. Julek kann das Monster zwar mit dem Messer verletzen und rettet so Zosia, doch dabei wird er selbst schwer verletzt. Zosia wird vom Zwilling niedergeschlagen und erwacht kurz darauf neben Julek, der schwer verletzt langsam verblutet. Er bittet sie sein  Leiden zu beenden. Dies tut Zosia. Anschließend gelingt ihr die Flucht aus dem Keller und sie sticht mehrfach auf einen der Zwillinge ein.
In der Zwischenzeit findet Bartek die Hütte des alten Mannes. Dieser erschießt ihn nach dem Anklopfen, weil er denkt, es wäre einer der Zwillinge. Zosia gelingt die Flucht auf die Landstraße, wo sie ein Polizist aufliest. Als sie auf einen der Zwillinge treffen, steigt der Polizist trotz der Warnungen von Zosia aus und wird ermordet. Zosia übernimmt das Steuer des Wagens und überfährt den Zwilling mehrfach. Anschließend fährt sie weg.
Am Ende des Films erwacht der mehrfach mit dem Messer attackierte Zwilling in seinem Bett und schaut nach draußen, wo Blaulicht zu sehen ist.

## Hintergrund
Der Film erschien im März 2020 auf dem polnischen Netflix. Eine weltweite Veröffentlichung erfolgte am 28. Oktober 2020.
Am 27. Oktober 2021 erschien die Fortsetzung Nobody Sleeps in the Woods Tonight 2, bei der Bartosz M. Kowalski erneut Regie führte und auch Julia Wieniawa erneut die Rolle der Zosia übernahm.

## Rezeption
Der Film enthält einige Szenen, die als Tribut an verschiedene Slasher-Filme dienen. So wird in einer Szene eines der Opfer im Schlafsack gegen einen Baum geworfen. Die Szene kam so auch bei Freitag der 13. Teil VII – Jason im Blutrausch vor. Weitere Filme, auf die angespielt wird, sind Blutgericht in Texas, Wrong Turn sowie Scream – Schrei! mit den Horrorfilm-Regeln. In den Dialogen wird auf Terminator (1984) und Terminator 2 – Tag der Abrechnung (1991) sowie auf American Werewolf angespielt.
Auf Film-Rezensionen.de schrieb Oliver Armknecht: „Nobody Sleeps in the Woods Tonight“ ist klassischer Backwoods-Horror um Jugendliche, die es bei einem Campingausflug im Wald mit brutalen Einheimischen zu tun bekommen. Am ehesten bleibt noch die groteske Optik der Hinterwäldler in Erinnerung. Sonst gibt es nur Standard und einen Film, der zwar dreckig ist, aber auch schnell wieder vergessen.

## Synchronisation
Die deutschsprachige Synchronisation entstand nach einem Dialogbuch und unter der Dialogregie von Peter Baatz-Mechler bei Eclair Studios.
| Rolle          | Darsteller              | Synchronsprecher  |
| -------------- | ----------------------- | ----------------- |
| Zosia Wolska   | Julia Wieniawa          | Victoria Frenz    |
| Julek Rosiejka | Michał Lupa             | Sebastian Fitzner |
| Iza            | Gabriela Muskała        | Kaya Marie Möller |
| Oliwier        | Wojciech Mecwaldowski   | Rainer Fritzsche  |
| Ksiadz         | Piotr Cyrwus            | Peter Sura        |
| Zwillinge      | Filip & Jakub Goralczuk | Nikita Steinert   |